# Maureen Stapleton
Maureen Stapleton, nome completo Lois Maureen Stapleton (Troy, 21 giugno 1925 – Lenox, 13 marzo 2006), è stata un'attrice statunitense.

## Biografia
Debuttò in teatro, per poi raggiungere i palcoscenici di Broadway, dove vinse due Tony Awards: il primo nel 1951 come migliore attrice non protagonista per La rosa tatuata di Tennessee Williams, che le valse nello stesso anno il Theatre World Award; il secondo nel 1971 come miglior attrice in The Gingerbread Lady (La signora Pan di Zenzero), per il quale conquistò nello stesso anno un Drama Desk Award. 
Vinse il premio Oscar alla miglior attrice non protagonista nel 1982 per l'interpretazione dell'attivista Emma Goldman in Reds (1981) di Warren Beatty. Morì nel 2006, a 80 anni, per una malattia polmonare cronica.

## Filmografia

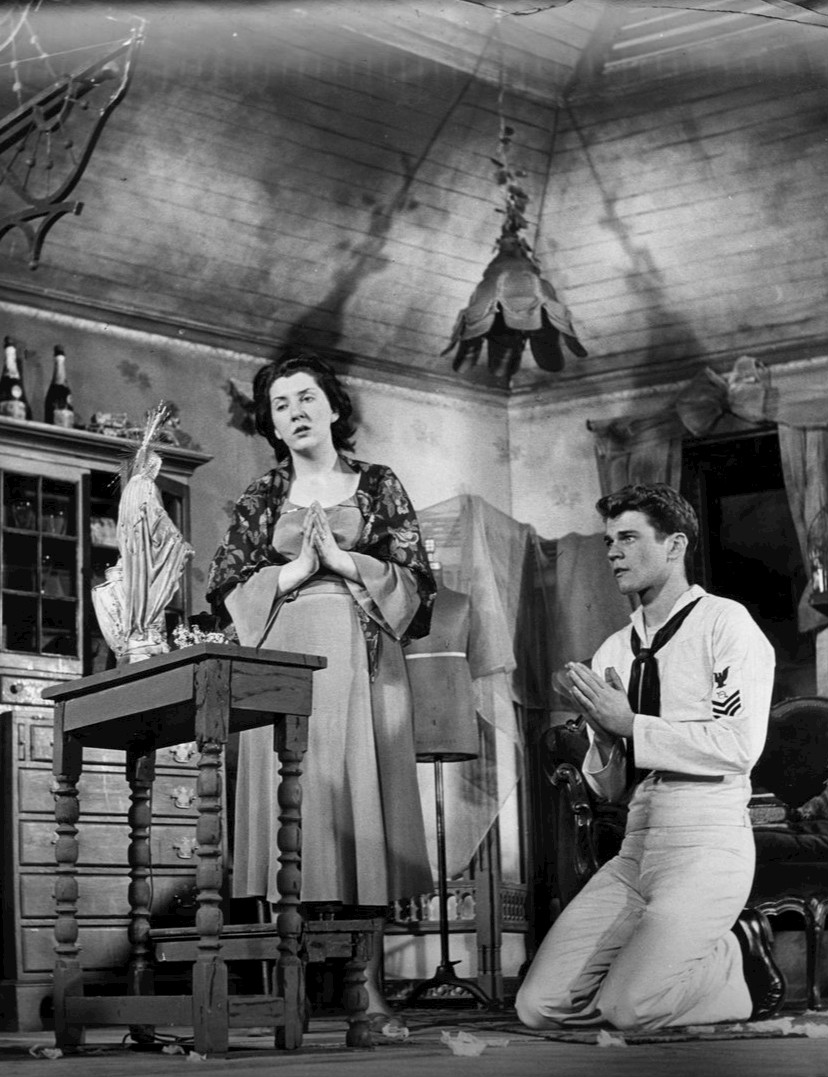
Maureen Stapleton e Don Murray sul palco in The Rose Tattoo nel 1951

### Cinema
- Non desiderare la donna d'altri (Lonelyhearts), regia di Vincent J. Donehue (1958)
- Pelle di serpente (The Fugitive Kind), regia di Sidney Lumet (1960)
- Uno sguardo dal ponte (Vu du pont), regia di Sidney Lumet (1962)
- Ciao, ciao Birdie (Bye Bye Birdie), regia di George Sidney (1963)
- Trilogy, regia di Frank Perry (1969)
- Airport, regia di George Seaton (1970)
- Quell'estate del '42 (Summer of '42), regia di Robert Mulligan (1971) - voce, non accreditata
- Appartamento al Plaza (Plaza Suite), regia di Arthur Hiller (1971)
- Dig, regia di John Hubley (1972)
- Voyage to Next, regia di Faith e John Hubley (1974) - voce
- Interiors, regia di Woody Allen (1978)
- Marito in prova (Lost and Found), regia di Melvin Frank (1979)
- Uno strano caso di omicidio (The Runner Stumbles), regia di Stanley Kramer (1979)
- On the Right Track, regia di Lee Philips (1981)
- Un'ombra nel buio (The Fan), regia di Edward Bianchi (1981)
- Reds, regia di Warren Beatty (1981)
- Pericolosamente Johnny (Johnny Dangerously), regia di Amy Heckerling (1984)
- Cocoon - L'energia dell'universo (Cocoon), regia di Ron Howard (1985)
- Casa, dolce casa? (The Money Pit), regia di Richard Benjamin (1986)
- The Cosmic Eye, regia di Faith e John Hubley (1986) - voce
- Heartburn - Affari di cuore (Heartburn), regia di Mike Nichols (1986)
- Sweet Lorraine, regia di Steve Gomer (1987)
- Accadde in paradiso (Made in Heaven), regia di Alan Rudolph (1987)
- Pazza (Nuts), regia di Martin Ritt (1987)
- Galeotti sul pianeta Terra (Doin' Time on Planet Earth), regia di Charles Matthau (1988)
- Cocoon - Il ritorno (Cocoon: The Return), regia di Daniel Petrie (1988)
- Saluti dal caro estinto (Passed Away), regia di Charlie Peters (1992)
- The Last Good Time, regia di Bob Balaban (1994)
- A.A.A. mamma cercasi (Trading Mom), regia di Tia Brelis (1994)
- My Universe Inside Out, regia di Faith Hubley (1996) - voce
- Innamorati cronici (Addicted to Love), regia di Griffin Dunne (1997)
- Wilbur Falls, regia di Juliane Glantz (1998)
- Living and Dining, regia di Doug Stone (2003)

### Televisione
- Actor's Studio – serie TV, 1 episodio (1948)
- Curtain Call – serie TV, 1 episodio (1952)
- Goodyear Television Playhouse – serie TV, 1 episodio (1953)
- Medic – serie TV, 1 episodio (1954)
- The Philco Television Playhouse – serie TV, 2 episodi (1954-1955)
- Star Tonight – serie TV, 1 episodio (1955)
- Justice – serie TV, 1 episodio (1955)
- General Electric Theater – serie TV, episodio 3x27 (1955)
- Armstrong Circle Theatre – serie TV, 2 episodi (1955-1956)
- The Alcoa Hour – serie TV, episodio 2x25 (1957)
- All the King's Men, regia di Sidney Lumet – film TV (1958)
- Kraft Television Theatre – serie TV, 2 episodi (1958)
- Playhouse 90 – serie TV, 1 episodio (1959)
- The Robert Herridge Theater – serie TV, 1 episodio (1960)
- CBS Repertoire Workshop – serie TV, 1 episodio (1960)
- Play of the Week – serie TV, 1 episodio (1961)
- Car 54, Where Are You? – serie TV, 1 episodio (1961)
- La città in controluce (Naked City) – serie TV, 1 episodio (1961-1962)
- The DuPont Show of the Week – serie TV, 1 episodio (1962)
- Assistente sociale (East Side/West Side) – serie TV, episodio 1x16 (1964)
- New York Television Theatre – serie TV, 1 episodio (1966)
- Among the Paths to Eden, regia di Frank Perry – film TV (1967)
- Mirror, Mirror Off the Wall, regia di Fielder Cook – film TV (1969)
- Tell Me Where It Hurts, regia di Paul Bogart – film TV (1974)
- La reginetta del Polvere di stelle (Queen of the Stardust Ballroom), regia di Sam O'Steen – film TV (1975)
- The Lively Arts – serie TV, 1 episodio (1976)
- Cat on a Hot Tin Roof, regia di Robert Moore – film TV (1976)
- The Gathering, regia di Randal Kleiser – film TV (1977)
- Letters from Frank, regia di Edward Parone – film TV (1979)
- The Gathering, Part II, regia di Charles S. Dubin – film TV (1979)
- The Electric Grandmother, regia di Noel Black – film TV (1982)
- Gloria Vanderbilt (Little Gloria... Happy at Last), regia di Waris Hussein – miniserie TV (1982)
- Great Performances – serie TV, 1 episodio (1983)
- Sentimental Journey, regia di James Goldstone – film TV (1984)
- Family Secrets, regia di Jack Hofsiss – film TV (1984)
- Private Sessions, regia di Michael Pressman – film TV (1985)
- The Thorns – serie TV, 2 episodi (1988)
- Liberace: Behind the Music, regia di David Greene – film TV (1984)
- Detective Stryker (B.L. Stryker) – serie TV, 1 episodio (1989)
- Un giustiziere a New York (The Equalizer) – serie TV, 1 episodio (1989)
- Last Wish, regia di Jeff Bleckner – film TV (1992)
- Miss Rose White, regia di Joseph Sargent – film TV (1992)
- Lincoln, regia di Peter W. Kunhardt – film TV (1992)
- La strada per Avonlea (Road to Avonlea) – serie TV, 1 episodio (1995)

## Doppiatrici italiane
Nelle versioni in italiano dei suoi film, Maureen Stapleton è stata doppiata da: 
- Lydia Simoneschi in Uno sguardo dal ponte, Ciao, ciao Birdie, Appartamento al Plaza
- Dhia Cristiani in Non desiderare la donna d'altri, Airport
- Elsa Camarda in Un'ombra nel buio, Gloria Vanderbilt
- Germana Dominici in Cocoon - L'energia dell'universo, Cocoon - Il ritorno
- Gabriella Genta in Casa, dolce casa?, Heartburn - Affari di cuore
- Rina Morelli in Pelle di serpente
- Solvejg D'Assunta in Interiors
- Anna Miserocchi in Reds
- Daniela Gatti in Pericolosamente Johnny
- Wanda Tettoni in Accadde in paradiso
- Franca De Stradis in Pazza
- Piera Vidale in Innamorati cronici
- Silvana Fantini in Casa, dolce casa? (ridoppiaggio)

## Riconoscimenti
- Premio Oscar
  - 1959 – Candidatura alla miglior attrice non protagonista per Non desiderare la donna d'altri
  - 1971 – Candidatura alla miglior attrice non protagonista per Airport
  - 1979 – Candidatura alla miglior attrice non protagonista per Interiors
  - 1982 – Miglior attrice non protagonista per Reds